# 潮海街道
潮海街道是中国山东省青岛市即墨区下辖的一个街道。

## 行政区划
下辖以下地区：
金华社区、银华社区、大华社区、中山社区、胜利社区、和祥社区、和顺社区、名都苑社区、泰山路社区、崂山路社区、东关村、新生村、新建村、后庵村、考院村、南关村、北阁村、北关村、解家莹村、石河头村、关东村、西障村、中障村、车家沟村、贾家庄村、江家西流村、黄家西流村、刘家西流村、前铺村、后铺村、辛戈庄村、十亩地村、宅子头村、南杨头村、兰家沟村、泉头村、东障村、张家烟霞村、舞旗埠村和南庄村。

## 人口
2010年中国第六次人口普查时，潮海街道共有人口81287人。共有家庭26120户，平均每户2.87人。14岁以下的少年儿童共13160人，占总人口16.18%；15-64岁人口共62556人，占总人口76.95%；65岁及以上的老年人共5571人，占总人口的6.853%。男性共计40705人，占总人口50.07%；女性共计40582，占总人口49.92%。本地居住的人口中，拥有本地户籍的人口为51705人，占63.60%。